# Chocz (gmina)
Chocz (do 1870 gmina Olesiec) – gmina miejsko-wiejska w województwie wielkopolskim, w powiecie pleszewskim. W latach 1975–1998 gmina położona była w województwie kaliskim.
Siedziba gminy to Chocz.
Według danych z 30 czerwca 2004 gminę zamieszkiwało 4796 osób. Natomiast według danych z 31 grudnia 2017 roku gminę zamieszkiwało 4787 osób.

## Struktura powierzchni
Według danych z roku 2002 gmina Chocz ma obszar 73,41 km², w tym:
- użytki rolne: 54%
- użytki leśne: 39%

Gmina stanowi 10,31% powierzchni powiatu.

## Demografia

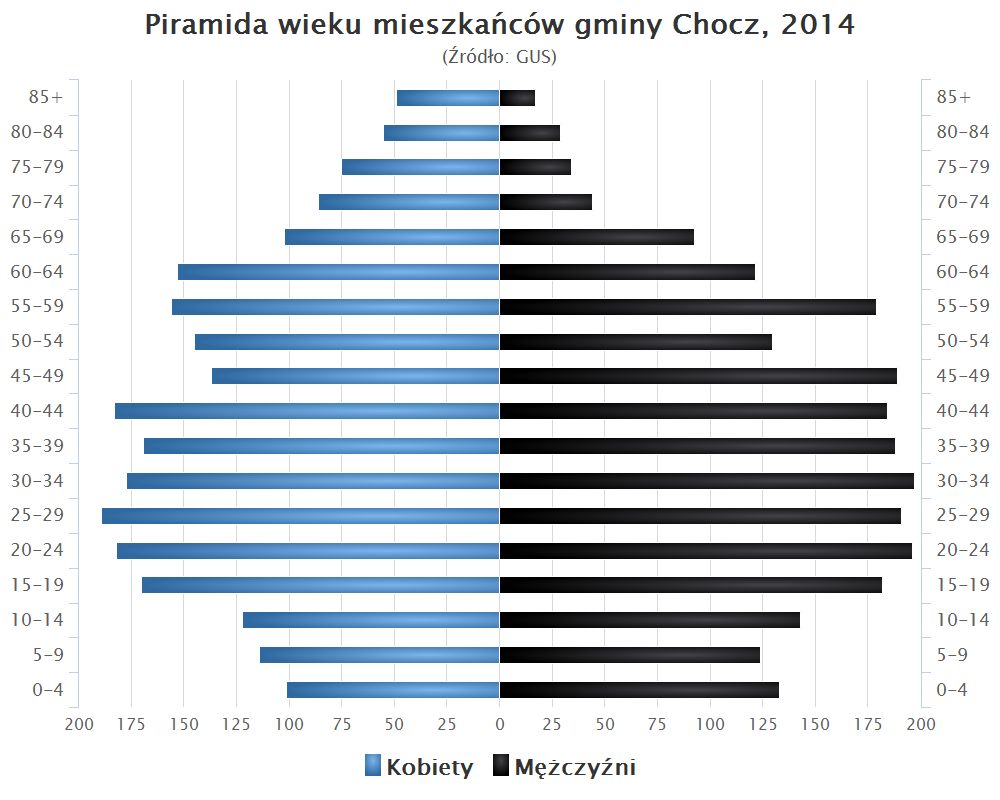
Piramida wieku mieszkańców gminy Chocz w 2014 roku

Dane z 30 czerwca 2004:
| Opis                              | Ogółem | Ogółem | Kobiety | Kobiety | Mężczyźni | Mężczyźni |
| --------------------------------- | ------ | ------ | ------- | ------- | --------- | --------- |
| jednostka                         | osób   | %      | osób    | %       | osób      | %         |
| populacja                         | 4796   | 100    | 2404    | 50,1    | 2392      | 49,9      |
| gęstość zaludnienia (mieszk./km²) | 65,3   | 65,3   | 32,7    | 32,7    | 32,6      | 32,6      |

## Sołectwa
Brudzewek, Józefów, Kwileń, Kuźnia, Niniew, Nowa Kaźmierka, Nowolipsk, Nowy Olesiec, Piła, Stara Kaźmierka, Stary Olesiec.

## Sąsiednie gminy
Blizanów, Czermin, Gizałki, Grodziec, Pleszew

## Galeria

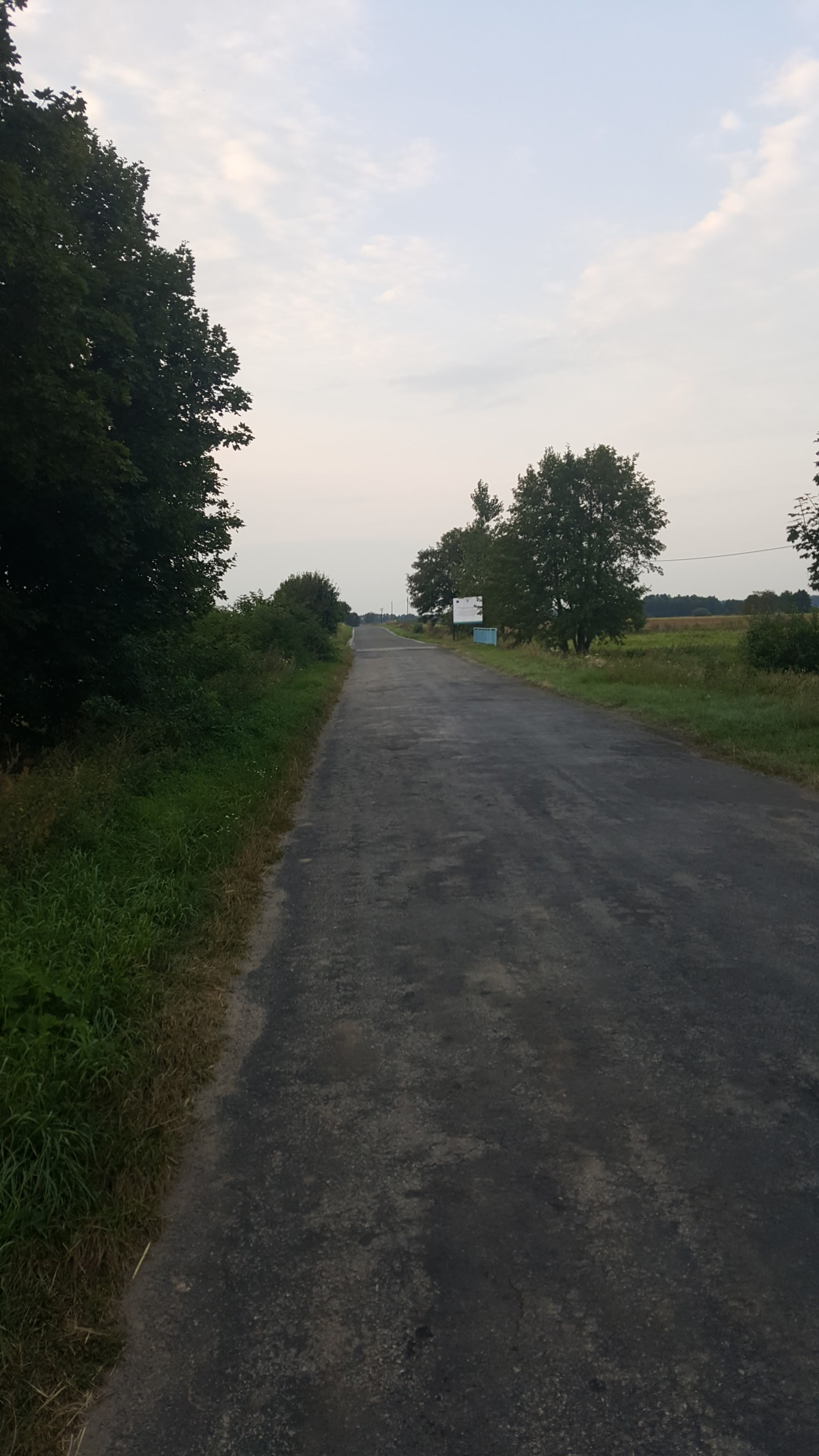
Droga Chocz – Stara Kaźmierka
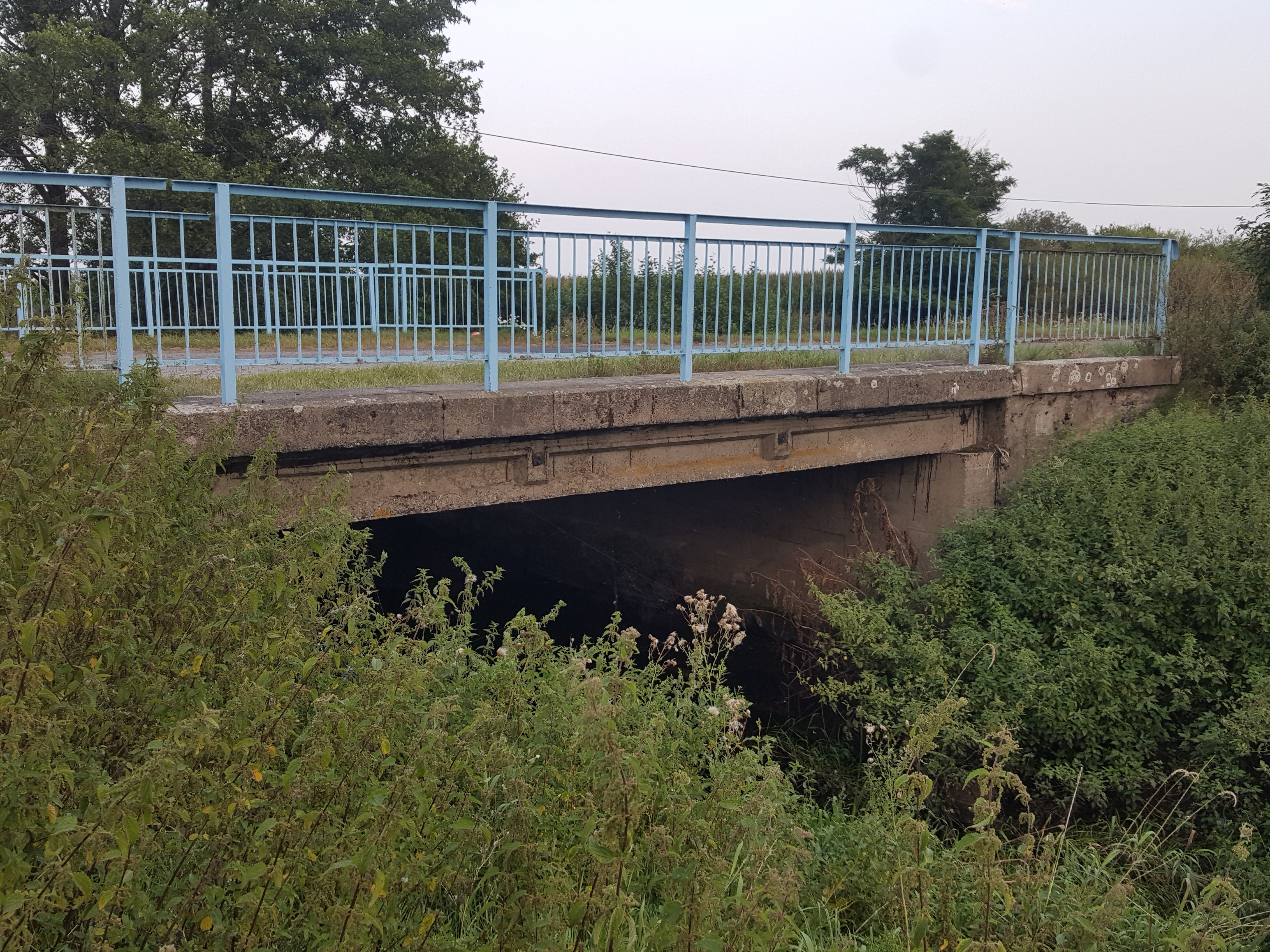
Most na nienazwanym strumieniu w ciągu drogi Chocz – Stara Kaźmierka
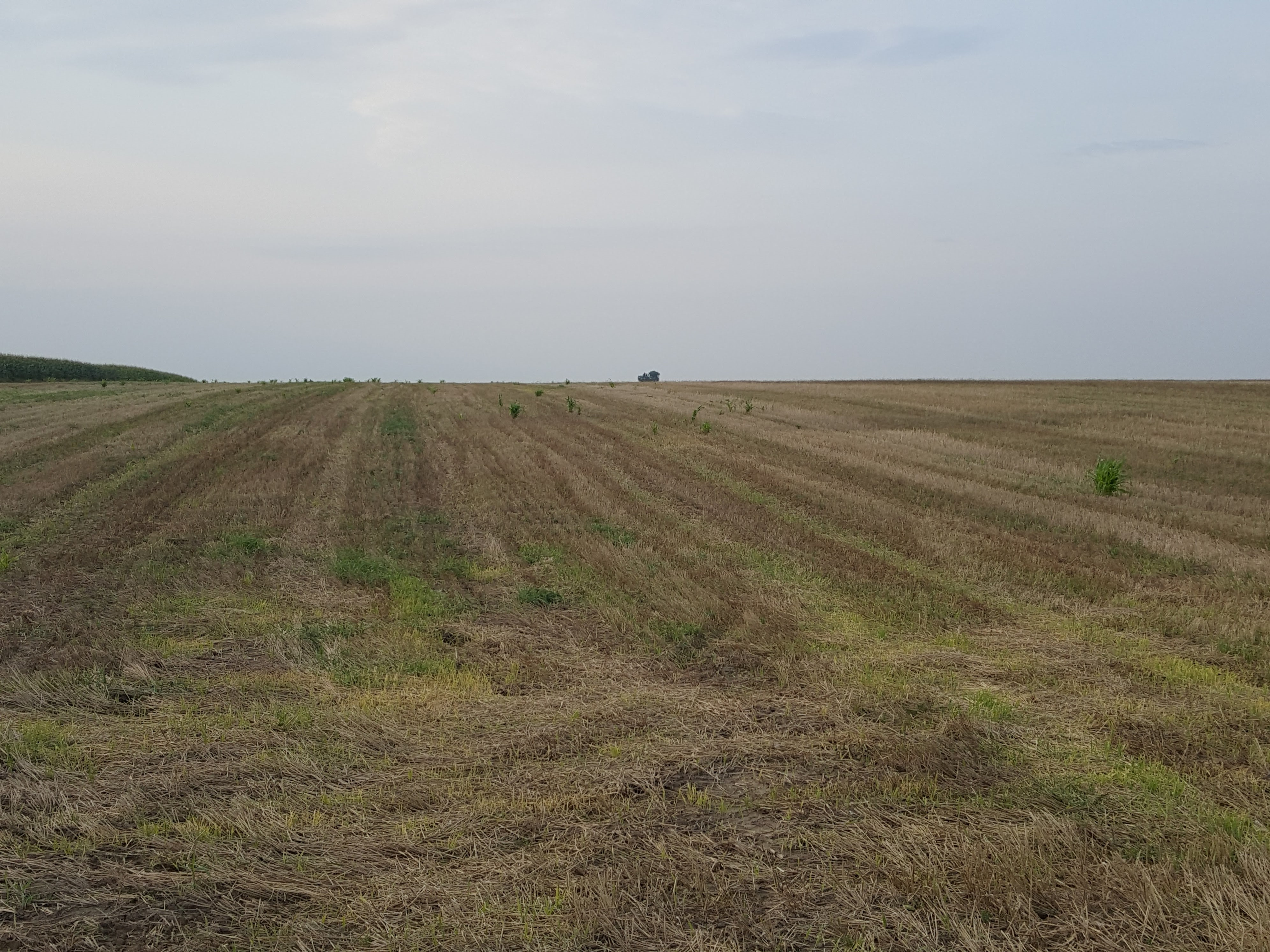
Pola po żniwach pod Choczem
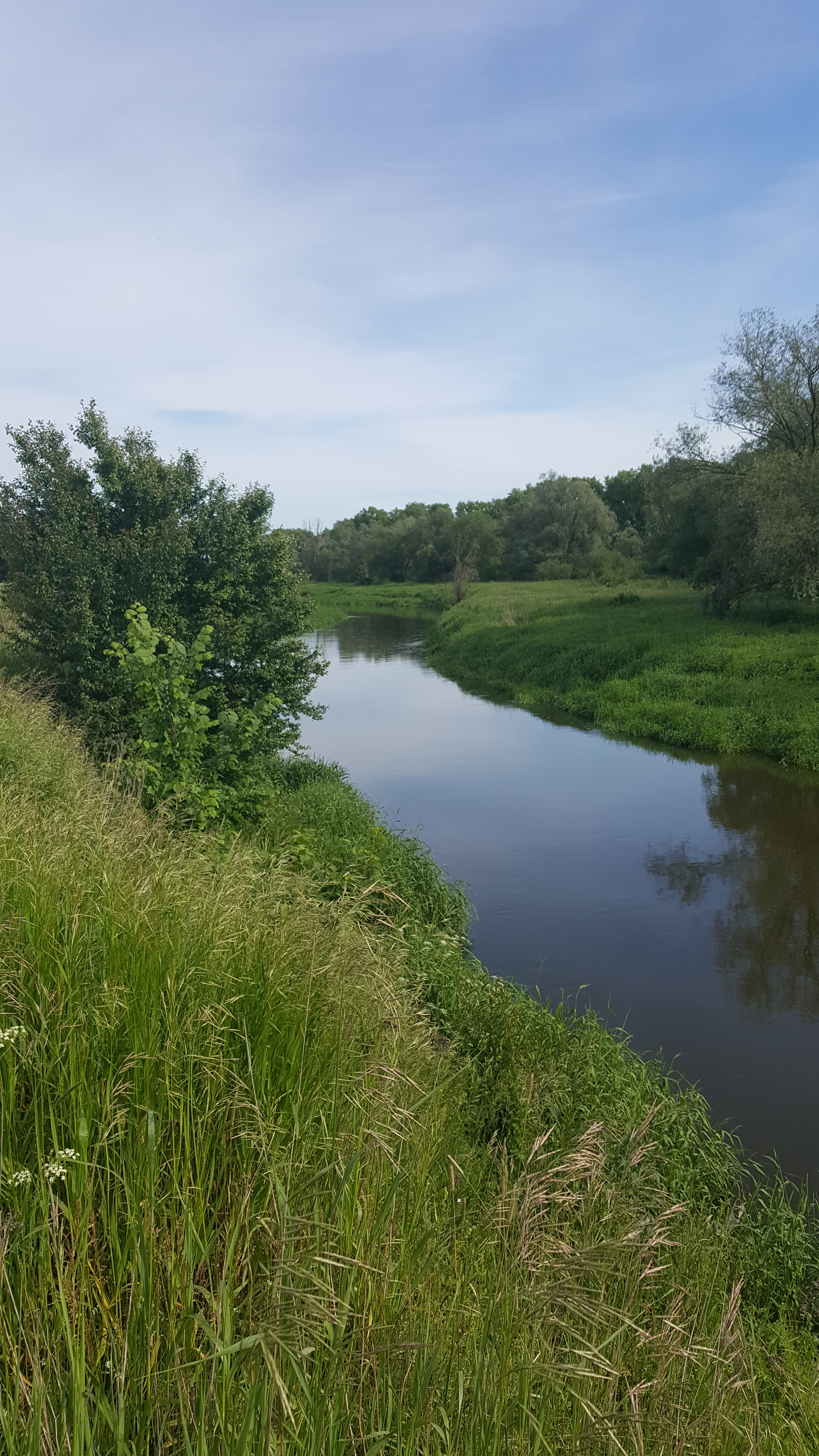
Prosna pod Choczem
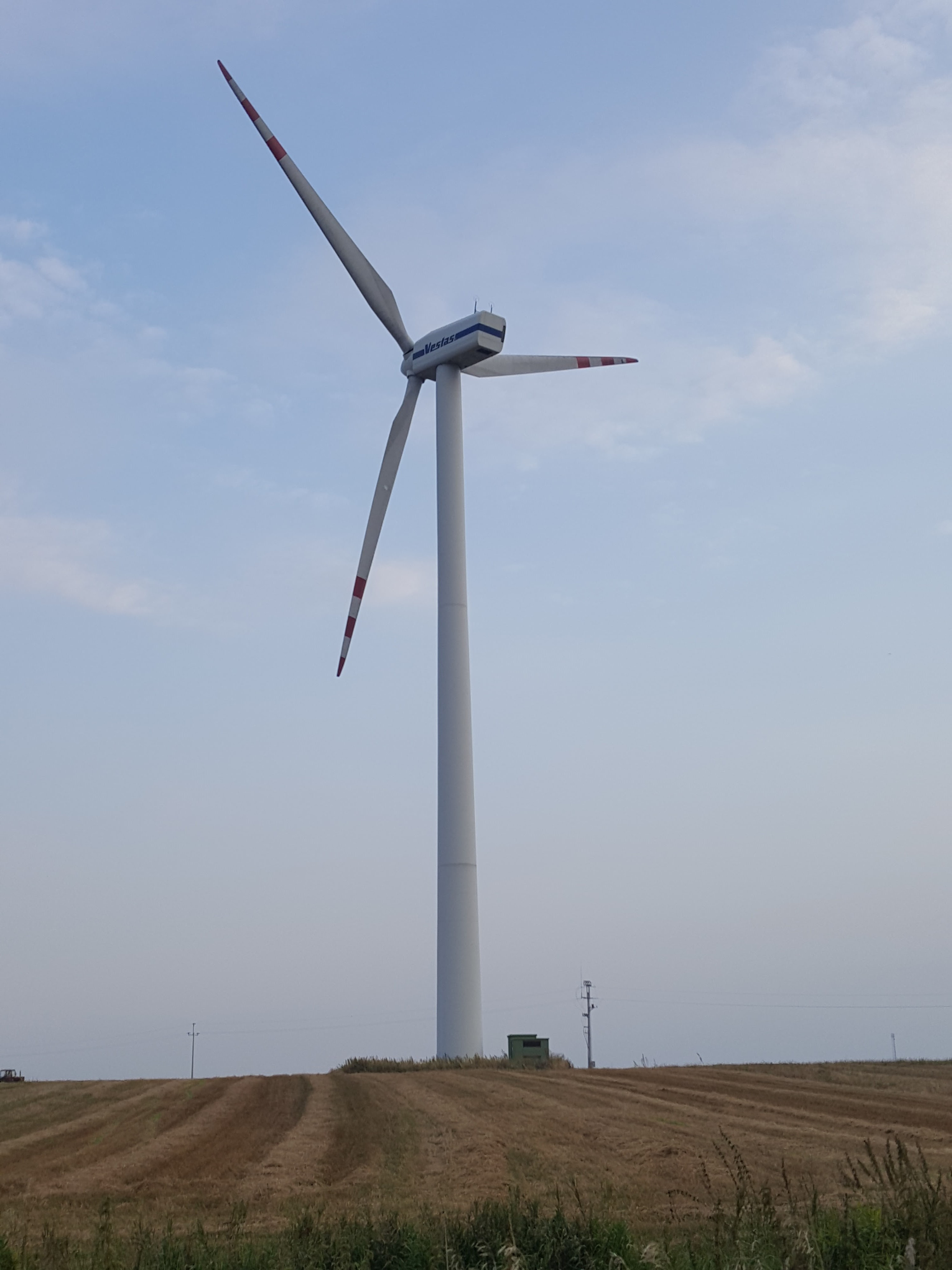
Elektrownia wiatrowa pod Choczem